# Успенский монастырь (Рим)
Успенский монастырь (итал. Monastero della Dormizione di Maria “Uspenskij”) — католический монастырь византийского обряда русской синодальной богослужебной традиции, входит в Русский апостолат.

## История монастыря

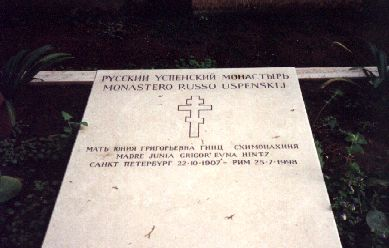
Надгродие на могиле монахини Иунии Гиц на участке Успенского монастыря кладбища Тестаччо в Риме

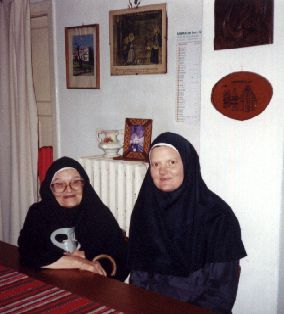
Игумения Мария (Морозова) и монахиня Елена

Основан как монастырь епархиального права Римской епархии с целью объединить русских монахинь в зарубежье, проект создания обители был представлен кардиналом Евгением Тиссеран на аудиенции у папы Пия XII 11 апреля 1956 года. Асессором Восточной конгрегации Акакием Куссы было куплено необходимое здание на большом земельном участке по адресу via della Pisana n°342, 00163 Roma (на автобусе 15 минут от площади Св. Петра). Первое богослужение состоялось 14 декабря 1957 года. Возглавила общину из первых четырёх монахинь игуменья Екатерина (Морозова) (1911—2010). 10 июля 1959 года папа Иоанн XXIII возвёл монастырь в категорию Папского права.
Богослужения совершались священниками Папского Восточного Института и «Руссикума» по старым церковно-славянским книгам, изданным в досоветский период в России, а также по переизданным в Свято-Троицком монастыре в Джорданвилле (США) и в Аббатстве Св. Нила в Гроттаферрате близ Рима. Духовником обители в начальный период был словацкий иезуит Феофил Горачек, его сменил белорус Константин Маскалик. Насельницы на послушаниях занимались шитьём облачений для разных обрядов, вышивкой, иконописью, переводами, работами по меди и эмали, трудились на пасеке, в саду и огороде.

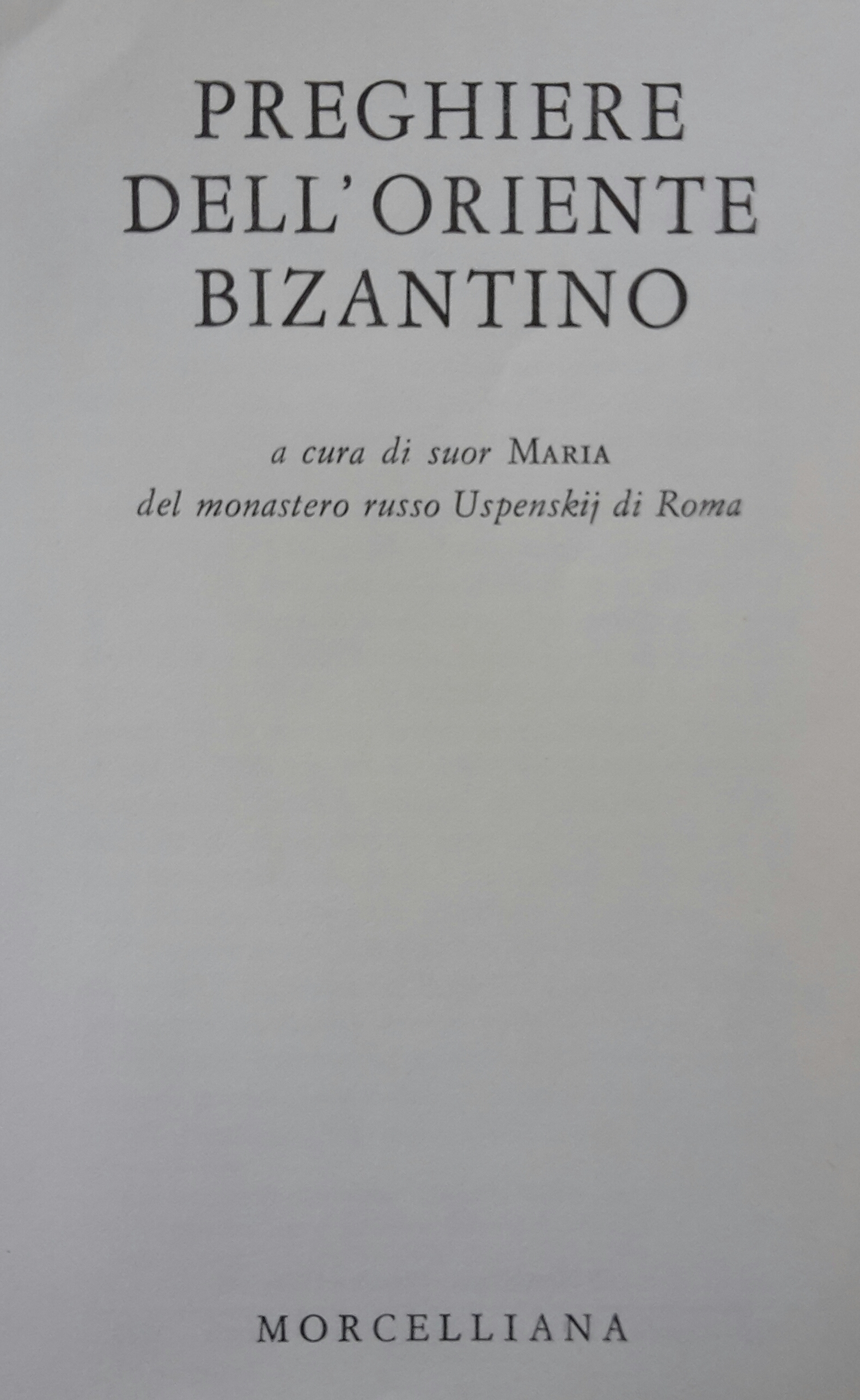
Титульный лист одного из изданий монастыря на итальянском языке

Библиотека монастыря представляет интерес для исследователей Русского зарубежья, в ней собраны книги и материалы по истории религиозной жизни диаспоры и православно-католическому диалогу.
Известны имена монахинь Архангела (Анфиса Овчарова.) (1927 —), Юния (Иуния) (Ирина Григорьевна Гинц, 1907 —) похоронена на участке Успенского монастыря кладбища Тестаччо в Риме, Мария Донадео.
Монастырь в разные годы посещали: Никодим (Ротов), сёстры пели при совершении панихид, служившихся в Ватикане иерархами Русской Православной и Католической Церквей после смерти митрополита, он же при жизни пожертвовал в монастырь икону с ковчежцем святого Никиты Новгородского. Другие иерархи РПЦ МП: Кирилл (Гундяев), Ювеналий (Поярков), Лев (Церпицкий), Илиан (Востряков), Анатолий (Кузнецов); протоиереи Павел Раина и Владимир Рожков.

## Издания монастыря на итальянском языке
- Preghiere dell’Oriente bizantino, Morcelliana, pp. 232.
- Preghiere bizantine alla Madre di Dio, Morcelliana, pp. 80.
- Preghiere nelle grandi feste bizantine, Morcelliana, pp. 188
- La Croce nella preghiera bizantina, Morcelliana, pp. 108.
- Le icone, immagini dell’invisibile, Morcelliana, pp, 128, 16 ill.
- Icone della Madre di Dio, Morcelliana, pp. 152, 16 ill.
- Icone di Cristo e dei Santi, Morcelliana, pp. 128, 16 ill.
- Icone mariane russe, Morcelliana, pp. 120, 8 ill.
- L’anno liturgico bizantino, Morcelliana, pp. 242.
- Le ore diurne e serali dell’ufficiatura bizantina, Morcelliana, pp. 154.
- Inno acatisto, testo greco-italiano, nota storico liturgica e commento teologico, Marietti, pp. 104.
- Il santo starec Amvrosij del monastero russo di Optina, Abbazia di Praglia, pp. 133.
- Preghiere a S. Andrej Rubliov e ad altri santi russi, Marietti, pp. 134.